# WAC-Platz
A WAC-Platz az 1896-ban alapított Wiener Athletiksport Club (WAC) labdarúgó pályája, stadionja.

## Története
A WAC-Platz a bécsi Prater stadion melletti 
jezsuita réten létesült a legrégebbi focipálya. A jezsuita réten egy füves focipálya, 8 füves teniszpálya, futópálya és a kerékpárút volt található, valamint egy favázas, villa-stílusú klubház a sportolók kiszolgálására.
A focipályán rendezték 1901-1903 között az első osztrák bajnoki mérkőzéseket, a Kupák találkozóit, döntőit.
A 20. század elejétől 1920-as évekig az európai kontinens legnagyobb labdarúgó sportpályája volt. 1902. október 12-én mintegy 500 néző előtt játszották az első Ausztria–Magyarország 5 - 0  válogatott mérkőzést, ami egyben az osztrák válogatott első hivatalos találkozója volt. A pálya nézőterét folyamatosan bővítették, 1918. június 2-án már 25 000néző előtt csapott össze a két válogatott. 1920-ig 16 nemzetek közötti válogatott mérkőzésből 14 alkalommal Magyarország volt az ellenfél. 1920-ban megépülő Nemzeti Stadion lett a válogatott mérkőzések helyszíne. Az osztrák labdarúgó válogatott évekig edzőpályaként használta. Napjainkban a területet az enyészeté, szabadidős tevékenységre használják.